# Онан
Онан (також Авнан) — персонаж П'ятикнижжя, другий син Юди, онук патріарха Якова, що був покараний Богом смертю за ухилення від обов'язків левіратного союзу з вдовою старшого брата Фамаррю (Тамар).
Після загибелі старшого сина Юди Онан, згідно з традицією Левірат, був зобов'язаний взяти в дружини його вдову, Фамар, аби вона могла принести спадкоємця, який вважався б первістком від старшого сина. Онан «коли він сходився з жінкою брата свого, то марнував насіння на землю, щоб не дати його своєму братові» (Бут.38: 9), за що й заслужив смертну кару від Господа.
Від його імені утворено термін «онанізм», який помилково пов'язується з явищем мастурбації, у той час, як Онан, згідно з П'ятикнижжям, практикував перерваний статевий акт.

## Уривок із Біблії
Переклад Куліша (1903):
8. Каже ж Юда Онанові: Увійди до братовоі жінки, та оженись із нею, яко дівер, і возстав сімя братові твойму.
9. Знав же Онан, що не йому буде насіннє, і як увіходив до братової жінки, проливав сімє на землю, щоб не дати насіння братові свойму.
10. Ледарство ж погань було в очу в Бога, що він коїв; тим убив і сього.
Переклад Огієнка (1962):
8. І сказав Юда до Онана: «Увійди до жінки брата свого, і одружися з нею, — і встанови насіння для брата свого».
9. А Онан знав, що не його буде насіння те. І сталося, коли він сходився з жінкою брата свого, то марнував насіння на землю, аби не дати його своєму братові.
10. І було зле в очах Господа те, що він чинив, і вбив Він також його.
Переклад Хоменка (1963):
8. Тож Юда сказав до Онана: Ввійди до жінки твого брата як дівер, сповни твій обов'язок, щоб зберегти потомство твоєму братові.
9. Знав же Онан, що це не його буде потомство, тож коли він увіходив до жінки свого брата, то викидав сім'я на землю, щоб не дати потомства братові своєму.
10. Не сподобалося Господові, що цей учинив, і він убив його теж.
Переклад Турконяка (2011):
8. Тож Юда сказав Авнанові: Увійди до дружини свого померлого брата і одружися з нею, — подбай, щоб у твого брата були нащадки.
9. Та Авнан зрозумів, що нащадки будуть не його. І сталося, коли він сходився з дружиною свого брата, то випускав сім'я на землю, щоб не дати нащадка своєму братові.
10. І перед Богом поганим було, що таке той вчинив, — і Він убив і цього.

## Інтерпретації

### Ранні єврейські погляди
Талмуд інтерпретує цей уривок так: «Той, хто випускає сім'я впусте, вартий смерті, бо так каже Святе Письмо». Талмуд також порівнює марне пролиття сімені із пролиттям крові. Водночас книга Левит приписує чоловікам, що еякулювали сім'я (без вказання причини еякуляції), лише ритуальне купання.

### Класичне християнство
Ранні християнські автори у своїх інтерпретаціях вчинку Онана концентрувалися на «марнуванні насіння» і на статевому акті не заради продовження роду. Такої думки дотримувалося декілька ранніх християнських апологетів, зокрема, Климент Александрійський, Єронім Стридонський та Єпіфаній Кіпрський.
Климент Александрійський писав: 
Через святість інституту продовження роду, сі́м'я не має бути еякульоване впусте, воно не має бути пошкоджене чи змарноване.
— «Педагог» 2:10:91:2 (191 рік)
Злягатися заради чогось іншого крім продовження роду — це приносити шкоду природі. 
— «Педагог» 2:10:95:3

### Католицизм
Папська енцикліка 1930 року Casti connubii апелює до цього уривка на підтримку вчення католицької церкви проти контрацепції. Енцикліка наводить цитату Св. Августина:
|  | Злягання навіть із власною дружиною незаконне і порочне, якщо уникнено запліднення. Онан, син Юди, зробив це, і Господь його за це вбив. |